# Síndrome de Hiper IgE
A síndrome de hiper IgE (na sigla inglesa HIES), da qual a forma autossômica dominante é chamada de síndrome de Jó ou síndrome de Buckley, é um grupo heterogêneo de distúrbios imunológicos. É muito rara, constando cerca de 300 casos atualmente na literatura.

## Apresentação
Caracteriza-se por infecções estafilocócicas "frias" recorrentes (devido ao recrutamento prejudicado de neutrófilos), erupções cutâneas incomuns semelhantes a eczema, infecções pulmonares graves que resultam em pneumatoceles (lesões semelhantes a balões que podem ser preenchidas com ar ou pus ou tecido cicatricial) e concentrações muito altas (> 2 000 UI/mL ou 4 800 mcg/L) do anticorpo sérico IgE. A herança pode ser autossômica dominante ou autossômica recessiva.

## Patofisiologia
Acredita-se que a quimiotaxia anormal de neutrófilos devido à diminuição da produção de interferon gama pelos linfócitos T cause a doença. Tanto a herança autossômica dominante quanto a recessiva foram descritas:
Autossômica dominante
- STAT3 pode se apresentar como HIES com anormalidades faciais, dentárias e esqueléticas características[8] que foram chamadas de Síndrome de Job. Um mnemônico comum usado para lembrar os sintomas é FATED: fácies grosseira ou leonina, abscessos por estafilococos frios, dentes decíduos retidos, aumento de IgE e problemas dermatológicos [eczema]. A doença foi associada a mutações no gene STAT3 após perfis de citocinas indicarem alterações na via STAT3.[9] Essa via alterada reduz diretamente a capacidade de modulação das interleucinas 6 e 10 que, respectivamente, inibem a gênese das células Th17 que, em conjunto com as células CD4, protegem contra infecções bacterianas e fúngicas e promovem as respostas imunes inadequadas exibidas por aqueles com Síndrome de Job.[10]

Autossômica recessiva
- Dock8 - A Síndrome da Imunodeficiência Dock8 (DIDS) apresenta-se principalmente com efeitos imunológicos, incluindo HEIS.[11] Eczema é proeminente, alergias alimentares[12] e ambientais são comuns, e asma e anafilaxia foram relatadas de forma variável.[6]
- PGM3, um Distúrbio congênito da glicosilação, pode se apresentar como HIES com comprometimento neurocognitivo e hipomielinização. Consulte deficiência de PGM3.[13]
- SPINK5 pode se apresentar como HIES com efeitos na pele e no cabelo, como Trichorrhexis invaginata (cabelo de bambu). Veja Síndrome de Netherton (NTS).[14]
- TYK2 pode se apresentar como HIES,[15] embora mais frequentemente apenas com imunodeficiência.[16]

## Diagnóstico
IgE elevado é a marca registrada do HIES. Um nível de IgE maior que 2 000 UI/mL é frequentemente considerado diagnóstico. No entanto, pacientes com menos de 6 meses de idade podem ter níveis de IgE muito baixos a não detectáveis. A eosinofilia também é um achado comum com mais de 90% dos pacientes com elevações de eosinófilos maiores que dois desvios padrão acima da média normal.

## Tratamento
A maioria dos pacientes com síndrome de Hiper IgE é tratada com antibioticoterapia de longo prazo para prevenir infecções estafilocócicas. Um bom cuidado com a pele também é importante em pacientes com síndrome de Hiper IgE. A gamaglobulina intravenosa em altas doses também foi sugerida para o tratamento de eczema grave em pacientes com HIES e dermatite atópica.

## História
HIES foi descrito pela primeira vez por Davis et al. em 1966 em duas meninas com cabelos ruivos, dermatite crônica e abscessos estafilocócicos recorrentes e pneumonias. Eles nomearam a doença em homenagem à figura bíblica Jó, cujo corpo foi coberto de furúnculos por Satanás. Em 1972, Buckley et al. descreveram dois meninos com sintomas semelhantes, bem como face grosseira, eosinofilia e níveis séricos elevados de IgE. Acredita-se que essas duas síndromes sejam as mesmas e estejam sob a ampla categoria de HIES.